# Хиральность (математика)

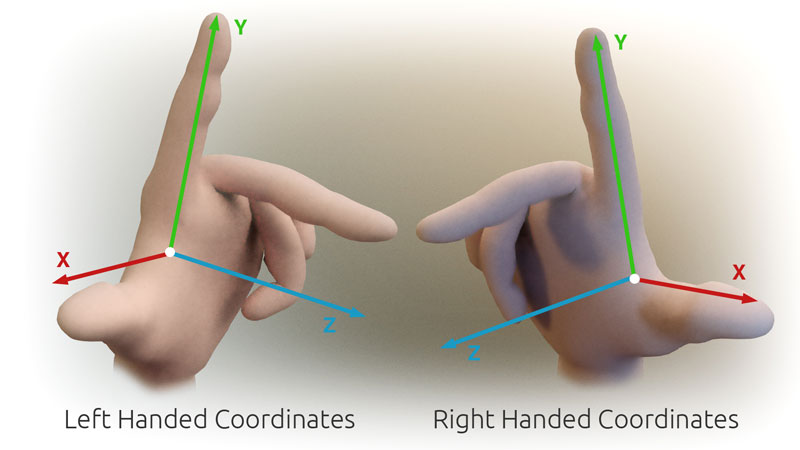
Правило левой руки и правило правой руки

Хира́льность (англ. chirality, от др.-греч. χείρ — рука) — свойство геометрической фигуры, состоящее в отсутствии её совместимости со своей идеальной зеркальной копией. Другими словами, хиральность — отсутствие зеркальной симметрии у геометрической фигуры.
Ахиральность — наличие зеркальной симметрии у геометрической фигуры.
Произвольный невырожденный неравнобедренный треугольник — одна из простейших хиральных фигур на плоскости. Такой треугольник нельзя наложить на его зеркально симметричное изображение посредством комбинацией параллельных переносов и поворотов плоскости. Произвольный равнобедренный треугольник ахирален на плоскости.
Однако хиральные треугольники на плоскости ахиральны в трёхмерном пространстве, поскольку всегда существует комбинация параллельного переноса и поворота трёхмерного пространства, идеально накладывающие треугольник на его зеркально симметричное изображение в плоскости.
Хиральная фигура и её зеркальный образ называют энантиоморфами.
Слово «энантиоморф» происходит от др.-греч. εναντιος (энантиос) — «противоположный», и μορφη (морфе) — «форма».
Нехиральный объект также называется амфихиральным.
Винтовая линия (а также витая пряжа, штопор, пропеллер и т. п.) и лента Мёбиуса — это трёхмерные хиральные объекты. Фигурки тетрамино в форме букв J, L, S и Z из популярной игры «Тетрис» также обладают хиральностью, но только в двумерном пространстве.
Некоторым хиральным объектам, таким как винт, можно приписать правую (левую) ориентацию, в соответствии с правилом правой руки (правилом левой руки).

## Хиральность и группы симметрии
Фигура ахиральна тогда и только тогда, когда её группа симметрий содержит хотя бы одну изометрию, меняющую ориентацию. В евклидовой геометрии любая изометрия имеет вид {\displaystyle v\mapsto Av+b}, где {\displaystyle A} — ортогональная матрица, а {\displaystyle b} — вектор. Определитель матрицы {\displaystyle A} равен 1 или −1. Если он равен −1, то изометрия меняет ориентацию, в противном случае она сохраняет ориентацию.

## Хиральность в трёхмерном пространстве
В трёхмерном пространстве любая фигура, обладающая плоскостью симметрии или центром симметрии ахиральна. Однако, существуют ахиральные фигуры, не обладающие ни центром, ни плоскостью симметрии, например:
{\displaystyle F_{0}=\left\{(1,0,0),(0,1,0),(-1,0,0),(0,-1,0),(2,1,1),(-1,2,-1),(-2,-1,1),(1,-2,-1)\right\}}
Эта фигура инвариантна относительно меняющего ориентацию преобразования {\displaystyle (x,y,z)\mapsto (-y,x,-z)} и поэтому ахиральна, но не обладает ни плоскостью, ни центром симметрии. Фигура
{\displaystyle F_{1}=\left\{(1,0,0),(-1,0,0),(0,2,0),(0,-2,0),(1,1,1),(-1,-1,-1)\right\}}
также ахиральна, так как начало координат является для неё центром симметрии, но у неё нет плоскости симметрии.

## Хиральность в двух измерениях
В двумерном пространстве любая фигура, обладающая осью симметрии, является ахиральной. Можно показать, что любая ограниченная ахиральная фигура обладает осью симметрии. Для бесконечных фигур это не обязательно выполняется. Рассмотрим следующий (конечный) рисунок:
```
> > > > > > > > > >
 > > > > > > > > > >
```

Это хиральная фигура, так как она не совпадает со своим зеркальным изображением:
```
 > > > > > > > > > > 
> > > > > > > > > >
```

Но если продолжить его вправо и влево до бесконечности, то получится неограниченная ахиральная фигура, не обладающая осью симметрии. Её группа симметрий — это группа бордюра, порождённая единственным скользящим отражением.

## Теория узлов
Узел называется ахиральным, если его можно непрерывно деформировать в его зеркальный образ, в противном случае его называют хиральным. Например, незаузлённый узел и «восьмёрка» ахиральны, в то время как трилистный узел хирален.